# بيت العماشي (قفل شمر)

تعديل مصدري - تعديل

بيت العماشي هي إحدى قرى عزلة شمرين بمديرية قفل شمر التابعة لمحافظة حجة، بلغ تعداد سكانها 178 نسمة حسب تعداد اليمن لعام 2004.